# Lex Quinctia
La lex Quinctia va ser una antiga llei romana de l'any 9, quan eren cònsols Tit Quinti Crispí Sulpicià i Drus el Vell. Prohibia damnar els rius, aqüeductes i dipòsits d'aigua i establia les penes pels infractors.
El text de la llei el va conservar Sext Juli Frontí, un historiador romà que va ser curator aquarum (curador de l'aigua) en temps de Nerva, que va escriure l'obra De Aquaeductibus Urbis Romae.